# Ашраф ал-Хаджудж
Ашраф Ахмад ал-Хаджудж е палестинско-български медик, който е основният обвиняем по процеса за ХИВ в Либия.

## Биография
Роден е през 1969 г. в Александрия, Египет, където баща му работи като старши учител по математика. Премества се с родителите си в Либия през 1972 г., където израства и учи.
Той е в последния месец на стажа си, когато е отвлечен и обвинен в заразяване на над 400 деца с вируса ХИВ. Обвиняеми са и 5 български медицински сестри – Кристияна Вълчева, Нася Ненова, Валя Червеняшка, Валентина Сиропуло и Снежана Димитрова, както и лекарят Здравко Георгиев, който по-късно е освободен.
През февруари 2000 г. започна първият съдебен процес срещу тях. Те са обвинени в умишлено заразяване на деца с ХИВ, заговор и прелюбодейство. Медицинските сестри и ал-Хаджудж заявяват, че признанията им са изтръгнати с мъчения, на които са били подложени по време на първата година от задържането им. 
През май 2004 г. са осъдени на смърт чрез разстрел. Екипът на защитата заявява пред съда, че ХИВ е присъствал в болницата в Бенгази преди медицинските сестри да започнат да работят там през 1998 г. 
През декември 2005 г. либийският съд смекчава присъдата и започва нов процес. На 19 декември 2006 г. подсъдимите отново са осъдени на смърт.
На 11 юли 2007 г. Върховният съд на Либия потвърждава смъртните присъди. По-късно Върховният съд променя присъдата на доживотен затвор. На 24 юли 2007 г., след преговори от Сесилия Саркози (тогавашната съпруга на френския президент Никола Саркози) и емира на Катар шейх Хамад бен Халифа Ал-Тани, българските медицински сестри и ал-Хаджудж (получил българско гражданство през юни 2007 г. от българския президент Георги Първанов), се завръщат в България в съответствие с протокол за размяна на затворници и са освободени от либийския лидер Муамар Кадафи. С указ президентът Първанов, воден от убеждението си за тяхната невинност, ги помилва.  Абдул-Рахман Шалгам, либийският външен министър, казва, че Първанов имал право да помилва медиците. 
След като е освободен през 2007, ал-Хаджудж се установява в България и се жени за българка.  Двамата имат син на име Раян роден в България.  Бракът е за кратко и след това ал-Хаджудж отива в Нидерландия, където родителите му са получили политическо убежище през 2005 г.  Ал-Хаджудж живее в Нидерландия с украинската си съпруга. 
През 2010 г. ал-Хаджудж публикува в Нидерландия книга за страданията си в либийските затвори, наречена „Изкупителна жертва на Кадафи“.
След освобождането си от либийския затвор, Ал-Хаджудж изрази намерението си да съди Либия за незаконния му арест, садистични мъчения и нечовешки условия в затвора по време на визитата си в Холандия, където семейството му намери политическото убежище през 2005 г.  Оттогава той активно участва в кампании за човешките права, да допринесе за защитата и насърчаването на правата на човека, върховенството на закона и справедливостта за всички. През април 2009 г. в Женева той се изправя срещу либийската председателка на Съвета на ООН по правата на човека Наджат ал Хаджаджи по време на Конференцията ООН за преглед на изпълнението на договореностите от Дърбан  По-късно Ашраф Ал-Хаджудж се обърна към низките стандарти за правата на човека и свободата на изразяване в Либия, призова към справедливост за всички по време на Световната Конференция за Правата на човека и Демокрацията в Женева.  През септември 2010 г. той отново участва в кампанията за премахване на Либия от председателството на Съвета по правата на човека, стартирана от UN Watch. В Женева той свидетелства за престъпленията на Кадафи пред Съвета на ООН по правата на човека. 
През март 2012 г. Холандски съд се произнесе в негова полза в делото му срещу дванадесет либийски служители за изтезания и му присъжда 1 млн. евро за имуществени и неимуществени вреди, които са резултат на нечовешко отношение и мъчения.  Няколко седмици след решението на холандския съд Комитетът по правата на човека на ООН също се произнесе в полза на доктор Ал Хаджудж и установи, че Либия е нарушила правата му (чл. 7, 9 и 14 на Международния пакт за граждански и политически права). Според резолюция на ООН, Либия трябва да обезщети Ал-Хаджудж за задържането му в изолация, нечовешко отношение и мъчения и да бъде възбудено наказателно преследване срещу лицата, отговорни за тези нарушения 
През юли 2012 г. в Варна, България Ал-Хаджудж се жени за неговата партньорка-украинка след четиригодишната връзка.